# 涅别利市镇
涅别利市镇（俄语：Небельское муниципальное образование）是俄罗斯联邦伊尔库茨克州基廉斯克区所属的一个市镇。其下辖有个居民点，行政中心为涅别利。据2016年统计，该市镇的人口为124人。